# Mpuri
Mpuri is een bestuurslaag in het regentschap Bima van de provincie West-Nusa Tenggara, Indonesië. Mpuri telt 1936 inwoners (volkstelling 2010).